# محمد كانى
محمد سياكا كانى (مواليد 15 مارس 1991) هو لاعب كرة قدم ليبيري يلعب في لاعب وسط .
لعب سابقاً في نادي السيلية ونادي المرخية والنادي العربي ونادي الوكرة ونادي معيذر.